# Trash-talking
Le trash-talking, en français provocation verbale, ou chambrage,, désigne, dans la culture du sport nord-américain, la pratique consistant à tenir des propos insultants ou provocateurs envers un adversaire lors de compétitions, pour intimider et déstabiliser celui-ci. Elle peut également être à visée humoristique. 
L'usage du trash-talking est devenu courant dans de nombreux sports, notamment au basket-ball, dans les sports de combat (boxe, avec Mohamed Ali), dans les arts martiaux mixtes (avec des sportifs comme Conor McGregor) ou bien dans le catch). Toutefois, si l'usage en est admis dans le sport professionnel, il est généralement mal perçu dans le sport amateur et assimilé à un manque de fair-play.
Cette pratique a aussi diffusé dans d'autres catégories de sports ou de loisirs, comme le poker ou les compétitions de jeux vidéo en équipe.

## Principe
Le trash-talking consiste généralement à utiliser une hyperbole ou une métaphore, ainsi que des jeux de mots pour déstabiliser l'adversaire. Un exemple pourrait être : « Ton équipe ne court pas ! Tu cours aussi vite que du miel sur de la glace ! (Your team can't run! You run like honey on ice!) » (jeu de mots avec Holiday on Ice ; les calembours et autres jeux de mots sont couramment utilisés). 
L'objectif de cette pratique est de se motiver tout en minant la confiance de l'adversaire. Toutefois, elle peut devenir une nuisance pour le jeu si elle est répétée à outrance.

## Dans le sport

### Basket-ball

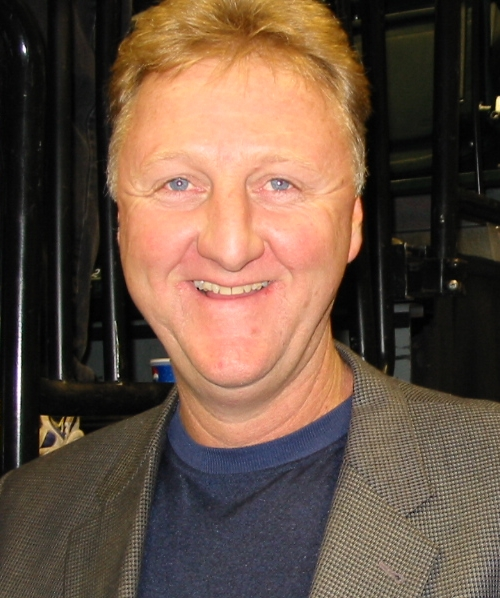
Le basketteur américain Larry Bird, est connu pour sa pratique du en au cours de sa carrière.

Le trash-talking est très courant dans le basket-ball américain (NBA, WNBA), bien que la NBA ait instauré une sanction pour tout trash-talker pris sur le fait. Il est notamment pratiqué après une action revêtant un caractère humiliant pour l'adversaire, telle qu'un dunk ou un contre. Dikembe Mutombo est resté célèbre pour ses phrases prononcées à l'encontre de chaque joueur contré : « No, no, no! It's my house! » (« Non, non, non ! C'est chez moi ! »), ou encore « Go back baby ! Not tonight ! » (« Rentre chez toi chérie ! Pas ce soir ! »). Le trash-talking peut également être pratiqué lors des lancers francs. Rasheed Wallace avait l'habitude de déstabiliser les joueurs peu adroits en leur répétant : « Ball don't lie ! » (« La balle ne ment pas ! »).  
Barack Obama a également pratiqué le trash-talking à l'encontre de Paul Pierce, avec qui il disputait une partie. Le 7 mai 1989, Craig Ehlo, chargé du marquage de Michael Jordan, s'approche de lui lors d'un temps mort et tente de le déstabiliser en lui disant: « Mr. Jordan, I can't let you score » (« Monsieur Jordan, je ne peux pas vous laisser marquer »). En novembre 2010, Kevin Garnett a dû s'excuser publiquement pour avoir traité Charlie Villanueva, atteint d'une maladie auto-immune, de « cancéreux ». 
Plusieurs basketteurs ont acquis une réputation de trash-talkers : Kevin Garnett, Kobe Bryant, Gary Payton, Reggie Miller, Charles Barkley, Michael Jordan et Larry Bird, connu pour être entré dans le vestiaire avant un concours de tirs à trois points et avoir déclaré : « Je me demande qui d'entre vous finira deuxième ». Bryant est également connu pour sa capacité à chambrer ses adversaires. En 2012, aux Jeux olympiques de Londres, alors que l'équipe des États-Unis s'apprête à affronter celle d'Espagne, il déclare à Pau Gasol : « J’espère que tu te sens assez en forme et motivé pour aller chercher cette médaille d’argent ».

### Boxe

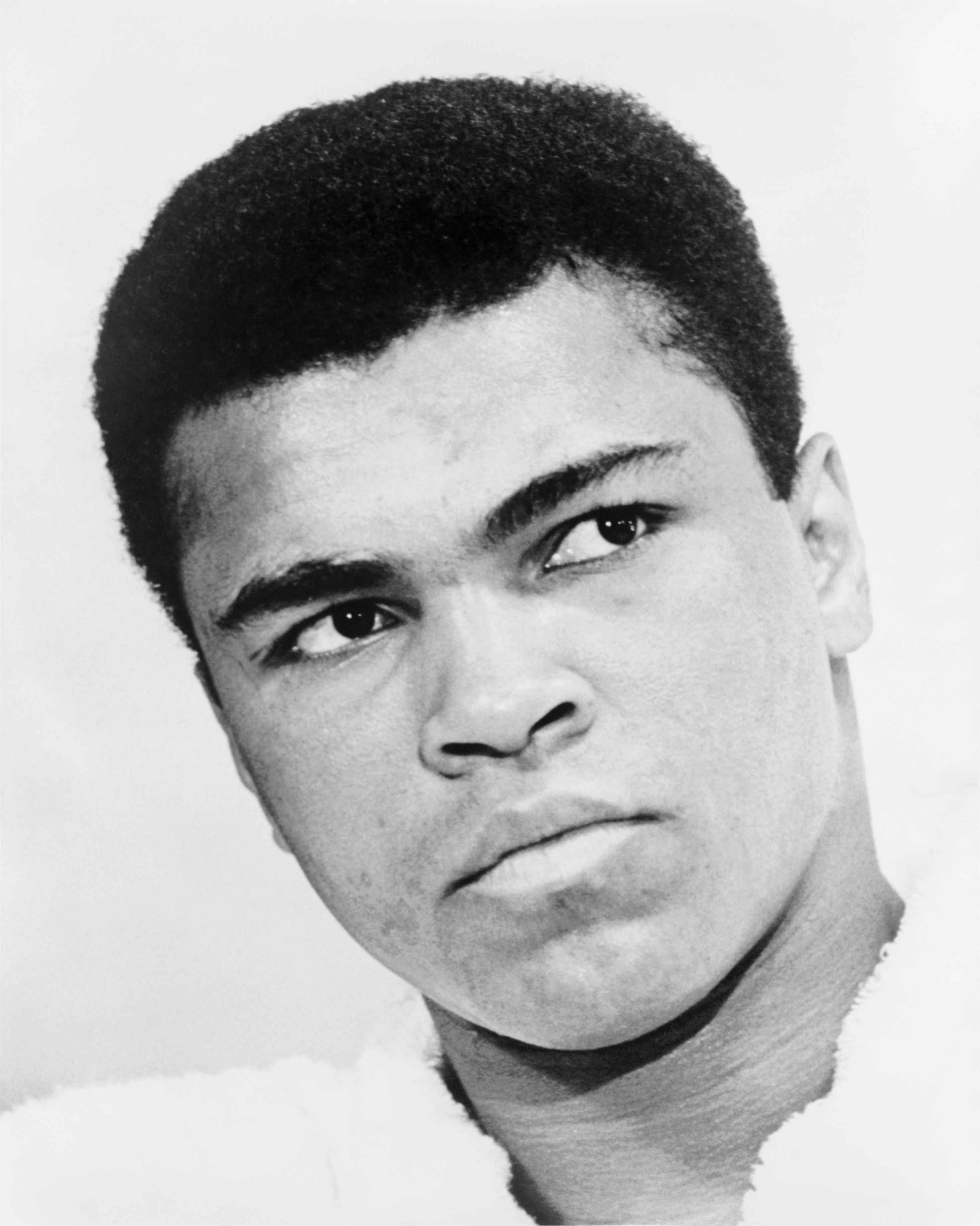
Le boxeur Mohamed Ali, un autre grand virtuose de ce type de langage.

Le trash-talking est fréquemment utilisé par les boxeurs pour déstabiliser leur adversaire, et ce dès le début du XXe siècle .  
Le boxeur Mohamed Ali acquit une réputation de grand trash-talker dans les années 1960 et 1970. En 1963, il sort un album de trash-talk chanté intitulé I Am the Greatest ! . Cette phrase deviendra un slogan répété avant les combats et durant les conférences de presse. Il déclara également : « Celui qui rêve de me battre ferait mieux de se réveiller et de venir s'excuser ». 
Parmi ses nombreuses provocations, il a notamment déclaré à un adversaire : « Si on peut produire de la pénicilline à partir de pain moisi, on devrait bien pouvoir faire quelque chose de toi ». 

### Arts martiaux mixtes
La phrase choc du combattant Conor McGregor Who the fuck is that guy? à l'encontre de Jeremy Stephens (en) a également été rendue célèbre au point d'être imprimée sur des T-shirts.

### Football
Le coup de tête de Zinédine Zidane à Marco Materazzi lors de la finale de la coupe du monde de 2006 aurait été provoquée par un trash talk de la part de l'italien. Materazzi en a plus tard révendiqué l'influence, en disant dans un entretien : « "Vous vivez aux États-Unis, non? Vous connaissez la NBA, le trash-talking... Mon trash-talking, ce n'était rien comparé au vrai trash-talking" »

## Dans les jeux

### Poker
Dans le monde du poker, certains joueurs professionnels sont renommés pour leur pratique du trash-talk à la table de jeu, à l'image de Tony G,, Phil Hellmuth ou Mike Matusow.